# Ravinia ochracea
Ravinia ochracea är en tvåvingeart som först beskrevs av Aldrich 1916.  Ravinia ochracea ingår i släktet Ravinia och familjen köttflugor. Inga underarter finns listade i Catalogue of Life.